# Sociedad Privada Europea
Una Sociedad privada europea (en latín: societas privata europaea, SPE) es un tipo de compañía de responsabilidad limitada, propuesto por la Comisión Europea para toda la Unión Europea y el AEE en su conjunto. 
La SPE es similar a la sociedad limitada (S.L.) española, las GmbH alemanas y austríacas, la SARL francesa y las LLC del mundo anglosajón. Con ello, supone una fórmula distinta de la Sociedad Europea, un tipo de sociedad anónima.
El principal objetivo de esta figura jurídica es facilitar el acceso al mercado único europeo a las empresas pequeñas o medianas (pymes).  Con este fin, exige un capital inicial relativamente reducido, como es el caso de la tradicional Limited (Ltd.) británica y la nueva Unternehmergesellschaft (UG) alemana, introducida en 2008. Además, la concepción legal de la SPE tiene la ventaja de que se reducen los obstáculos legales que supone tener que adaptarse al ordenamiento jurídico de cada uno de los países en los que opera la empresa. 
Aunque la propuesta inicial data de 2008, a principios de 2012 no se había completado el desarrollo de la legislación necesaria para la instauración de la SPE.